# TG1 Mattina
TG1 Mattina (in precedenza nota anche come TGunomattina) è stato un programma televisivo italiano a cura del TG1, andato in onda su Rai 1 dal 6 giugno 2022 al 30 maggio 2025 dal lunedì al venerdì.

## Storia

Fotogramma della sigla utilizzato dall'11 settembre 2023 al 30 maggio 2025

La rubrica ha debuttato il 6 giugno 2022 in sostituzione dello speciale del TG1 Diario di Guerra, che riportava le notizie riguardanti al conflitto in Ucraina.
La prima stagione, in onda dal 6 giugno 2022 al 16 giugno 2023 dalle 7:10 alle 8:55, è condotta da Senio Bonini e Isabella Romano. È preceduta dalla rassegna stampa, condotta a rotazione dai giornalisti del TG1. Al suo interno va in onda l'edizione delle 8:00. Dal 9 settembre 2022, dopo un restyling grafico della testata avvenuto il giorno precedente, la rubrica condivide lo studio con il TG1 (così come gli speciali) e rinnova la propria veste grafica.
Dall'11 settembre 2023 il programma è condotto da Maria Soave e Micaela Palmieri, che si alternano settimanalmente. La seconda stagione del programma è andata in onda dalle 6:35 alle 8:00 fino al 15 marzo 2024. Fino allo stesso giorno al suo interno è andata in onda solo l'edizione delle 7:00. Logo, grafica, sigla e formula vengono totalmente rinnovati. Da questa stagione la trasmissione viene interamente realizzata dalla testata giornalistica, sancendo quindi la fine della collaborazione con la direzione Day Time della Rai. L'orario di inizio della trasmissione è stato inoltre anticipato alle 6:35 (andando a sostituire la rassegna stampa, ora integrata nella trasmissione), terminando alle 8:00 (poiché Unomattina è stato anticipato alle 8:30). Dal 18 marzo 2024, TG1 Mattina inizia alle ore 6:00, allungando così la sua durata di mezz'ora. Dal medesimo giorno, dunque, al suo interno va in onda anche l'edizione delle 6:30.
La terza ed ultima edizione di TG1 Mattina comincia il 9 settembre 2024. Alla conduzione nuovamente Maria Soave e Micaela Palmieri, che si alternano mensilmente. La trasmissione va in onda dalle 6:35 alle 8:00 e, dunque, al suo interno va in onda l'edizione delle 7:00 del TG1.
Il programma chiude definitivamente il 30 maggio 2025 e viene sostituito, nella successiva stagione, da Unomattina News, uno spin-off di Unomattina prodotto in collaborazione col TG1, con la conduzione di Tiberio Timperi affiancato da Maria Soave.

## Descrizione
TG1 Mattina era un rotocalco in onda dal lunedì al venerdì dalle 6:35 alle 8:00 e si occupava delle principali notizie del giorno con i fatti di cronaca, politica e attualità. Fino al 16 giugno 2023 vi era una rassegna stampa, che andava in onda dalle 6:35 alle 7:00 e in seguito diventata parte integrante della trasmissione dalla seconda edizione, mentre dal 18 marzo al 31 maggio 2024 il programma anticipò l'orario di messa in onda alle 6:00.
All'interno del programma andavano in onda le edizioni del TG1 delle 6:30 (dal 18 marzo 2024 al 31 maggio 2024), delle 7:00 e, fino al 16 giugno 2023, anche quella delle 8:00. Dal 7 novembre 2022 all'11 gennaio 2023 vi erano due brevi spazi informativi anche alle 7:30 e alle 7:45.

## Edizioni
| Edizione | Conduzione   | Conduzione       | Periodo           | Periodo        | Puntate |
| Edizione | Conduzione   | Conduzione       | Inizio            | Fine           | Puntate |
| -------- | ------------ | ---------------- | ----------------- | -------------- | ------- |
| 1ª       | Senio Bonini | Isabella Romano  | 6 giugno 2022     | 16 giugno 2023 | 269     |
| 2ª       | Maria Soave  | Micaela Palmieri | 11 settembre 2023 | 31 maggio 2024 | 189     |
| 3ª       | Maria Soave  | Micaela Palmieri | 9 settembre 2024  | 30 maggio 2025 | 188     |

## Loghi

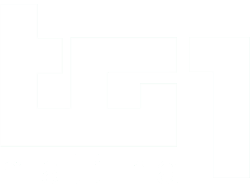
6 giugno - 8 settembre 2022
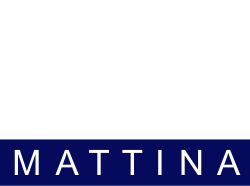
9 settembre 2022 - 16 giugno 2023
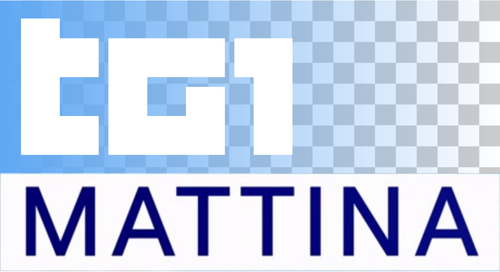
11 settembre 2023 - 30 maggio 2025

## TG1 Mattina Estate
TG1 Mattina Estate è lo spin-off estivo di TG1 Mattina, in onda su Rai 1 dal 19 giugno 2023 dal lunedì al venerdì nel periodo estivo.

### Storia
La prima edizione è andata in onda dal 19 giugno all'8 settembre 2023 ed è stata condotta da alcuni volti della testata: in ordine cronologico, si sono succeduti Giorgia Cardinaletti (dal 19 giugno al 14 luglio e, nuovamente, dal 14 agosto fino alla fine dell'edizione, conclusasi l'8 settembre), Valentina Bisti (dal 17 al 28 luglio) e Alessio Zucchini (dal 31 luglio all'11 agosto). Era trasmessa dalle 7:10 alle 8:55. Dalle 6:35 alle 7:00 andava in onda la rassegna stampa, condotta a rotazione dai giornalisti del TG1 e diventata parte integrante della trasmissione dalla seconda edizione. Al suo interno vi erano le edizioni delle 7:00 e delle 8:00 del TG1.
La seconda edizione è andata in onda dal 3 giugno al 6 settembre 2024 ed è stata condotta da Giorgia Cardinaletti (dal 3 al 21 giugno 2024 e dal 29 luglio al 9 agosto), da Laura Chimenti (dall'8 al 19 luglio 2024 e dal 2 al 6 settembre) e da Micaela Palmieri (dal 24 giugno al 5 luglio, dal 22 al 26 luglio e dal 12 al 30 agosto). È andata in onda dalle 6:35 alle 8:50. Al suo interno vi erano le edizioni delle 7:00 e delle 8:00 del TG1.
La terza edizione va in onda dal 2 giugno 2025 ed è condotta alternativamente da Maria Soave e Micaela Palmieri. Va in onda dalle 6:35 alle 8:00. Al suo interno vi è l'edizione delle 7:00 del TG1.

### Descrizione
TG1 Mattina Estate è un rotocalco, nonché lo spin-off estivo del programma originale, in onda dal lunedì al venerdì dalle 6:35 alle 8:00 e si occupa delle principali notizie del giorno con i fatti di cronaca, politica e attualità. Dal 19 giugno all'8 settembre 2023 vi era una rassegna stampa, che andava in onda dalle 6:35 alle 7:00 e in seguito diventata parte integrante della trasmissione dalla seconda edizione.
All'interno del programma vanno in onda le edizioni del TG1 delle 7:00 (dal 3 giugno 2024) e, fino al 6 settembre 2024, anche quella delle 8:00.

### Edizioni
| Edizione | Conduzione           | Conduzione       | Conduzione       | Periodo        | Periodo          | Puntate |
| Edizione | Conduzione           | Conduzione       | Conduzione       | Inizio         | Fine             | Puntate |
| -------- | -------------------- | ---------------- | ---------------- | -------------- | ---------------- | ------- |
| 1ª       | Giorgia Cardinaletti | Valentina Bisti  | Alessio Zucchini | 19 giugno 2023 | 8 settembre 2023 | 59      |
| 2ª       | Giorgia Cardinaletti | Micaela Palmieri | Laura Chimenti   | 3 giugno 2024  | 6 settembre 2024 | 69      |
| 3ª       | Maria Soave          | Micaela Palmieri | Micaela Palmieri | 2 giugno 2025  | in corso         | 58      |